# Petkum

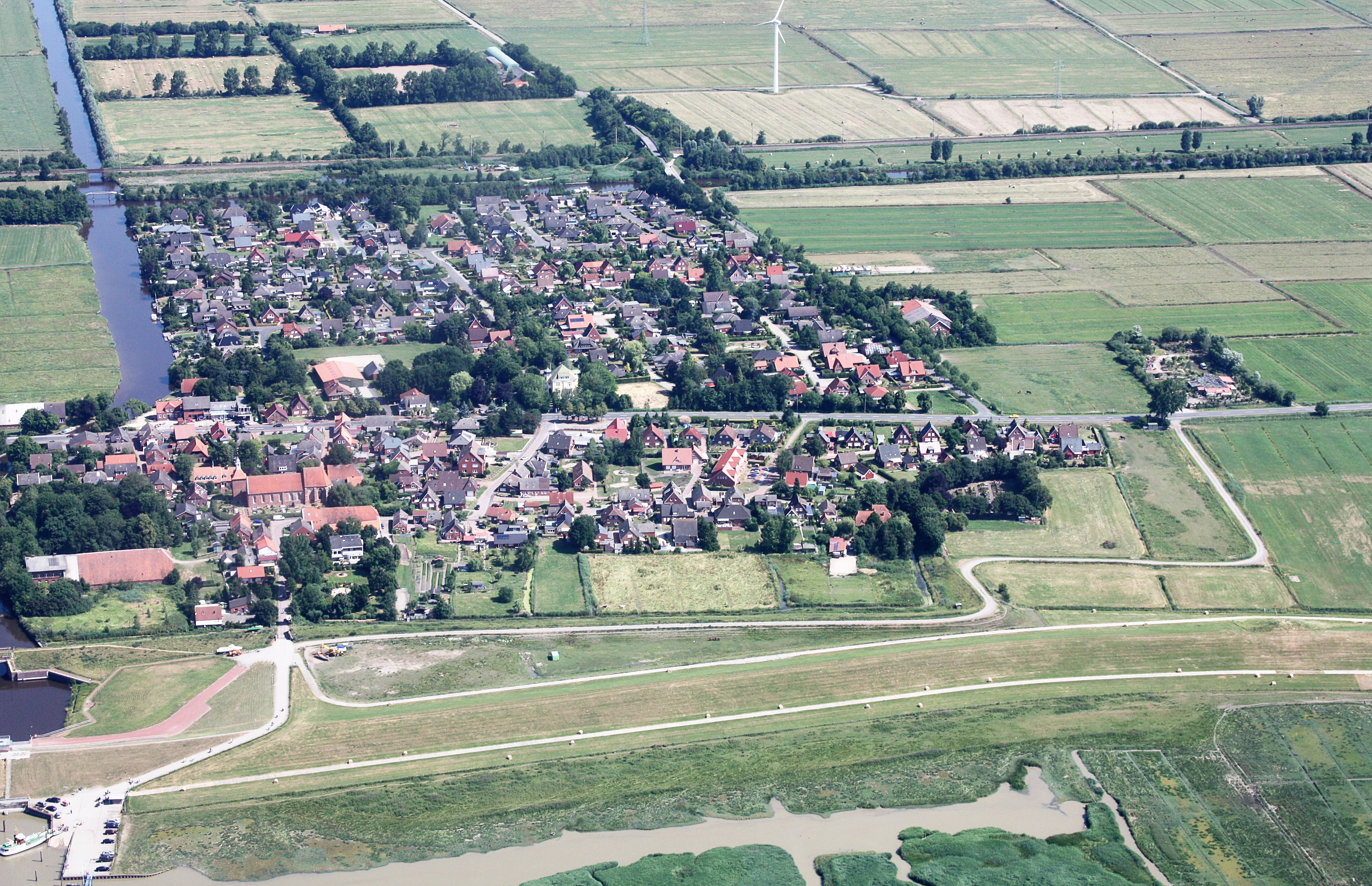
Luftbild von der Ems aus gesehen

Petkum (plattdeutsch: Petjem) ist der östlichste Stadtteil von Emden in Ostfriesland. Das zuvor zum Landkreis Leer gehörende Petkum wurde im Jahre 1972 nach Emden eingemeindet. Am 31. Dezember 2023 waren 1102 Einwohner registriert.
Der Ort feierte 2006 sein 1200-jähriges Bestehen. Wie üblich in Ostfriesland, siedelten die ersten Bewohner auf Warften. Da zu der Zeit bereits ein Wasserlauf in die Ems mündete, geht man davon aus, dass Petkum schon früh in den von Ostfriesland ausgehenden Seehandel eingebunden war.

## Lage
Petkum grenzt im Westen an Widdelswehr sowie im Norden an Uphusen. Östlich von Petkum liegt die Gemeinde Moormerland im Landkreis Leer, darin die Gemarkung Gandersum.
Petkum hat drei Nebenorte: Östlich des Ortskerns liegt die kleine Bauernsiedlung Petkumer Münte („Petkumer Mönche“), ein ehemaliges Vorwerk der Johanniter-Kommende Muhde. Zwischen Petkumer Münte und dem Dorf Gandersum im Landkreis Leer liegt das Emssperrwerk, allerdings bereits auf dem Gebiet des Landkreises. Nördlich des Orts befindet sich der Petkumer Hammrich mit mehreren Höfen. Am Fehntjer Tief liegt zudem der frühere Hof Petkumer Klappe, der seinen Namen von der dort befindlichen Klappbrücke über das Tief erhielt.
Der Petkumer Ortskern liegt in der Kleimarsch, wohingegen ein schmaler Streifen Landes entlang des Emsdeichs, der erst im 20. Jahrhundert eingedeicht wurde, zur Kalkmarsch zählt. Im Deichvorland ist Rohmarsch zu finden. Nördlich des Ems-Seitenkanals und im Bereich Petkumer Münte findet sich Knickmarsch, noch weiter im Norden der Petkumer Gemarkung abgelöst von Pseudogley unterlagert von Kleimarsch sowie von Niedermoor mit Rohmarschauflage.

## Gewässer
Petkum liegt unmittelbar an der Ems und verfügt über einen kleinen Hafen mit einer kleinen Marina. Von dort verkehrt täglich die Fähre Ditzum–Petkum in das rheiderländische Dorf Ditzum. Nördlich des Ortskerns fließt zudem der 1894–1897 erbaute Ems-Seitenkanal entlang. Gekreuzt wird der in Ost-West-Richtung verlaufende Ems-Seitenkanal vom Petkumer Sieltief. Das Sieltief bestand bereits um das Jahr 1600 und wurde später begradigt. Es fließt zum Petkumer Siel, das in den kleinen Hafen entwässert. Das alte Siel ist das größte Gewölbesiel an der ostfriesischen Küste und wurde in den Jahren 1857/58 erbaut. In den Jahren 1983–1987 wurde es durch ein neues, leistungsfähigeres ersetzt. Statt einer Durchflussbreite von 7,6 Metern ergibt sich seither eine von 12,4 Metern.

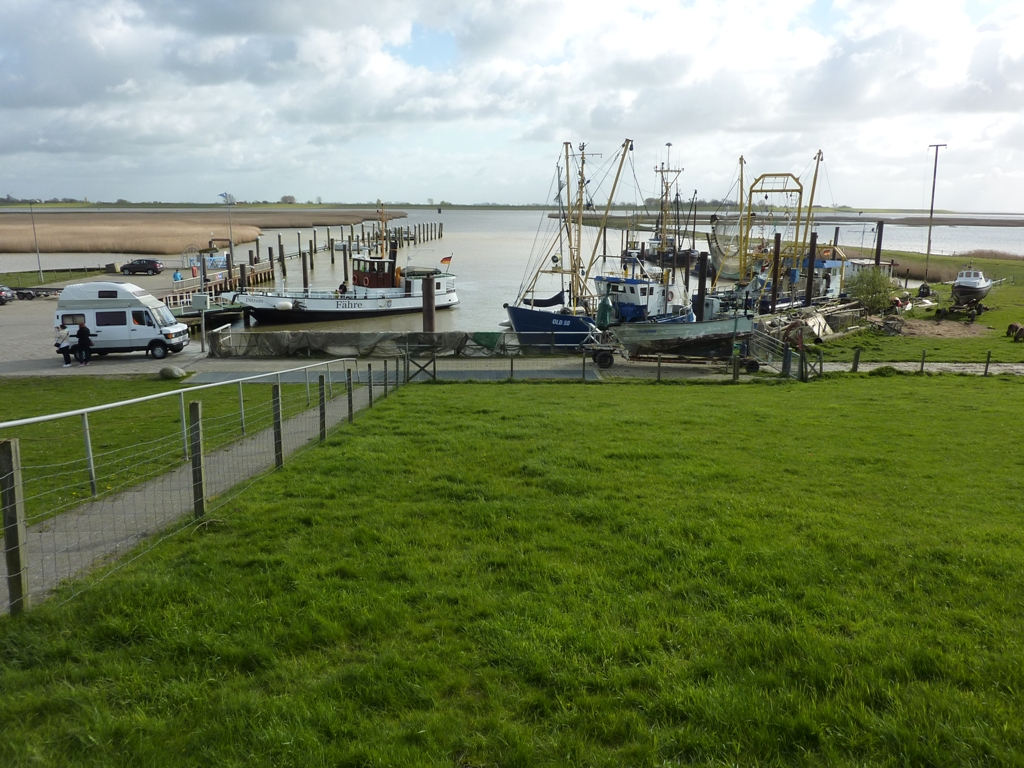
Der Petkumer Fischereihafen, links der Fähranleger mit der Fähre nach Ditzum

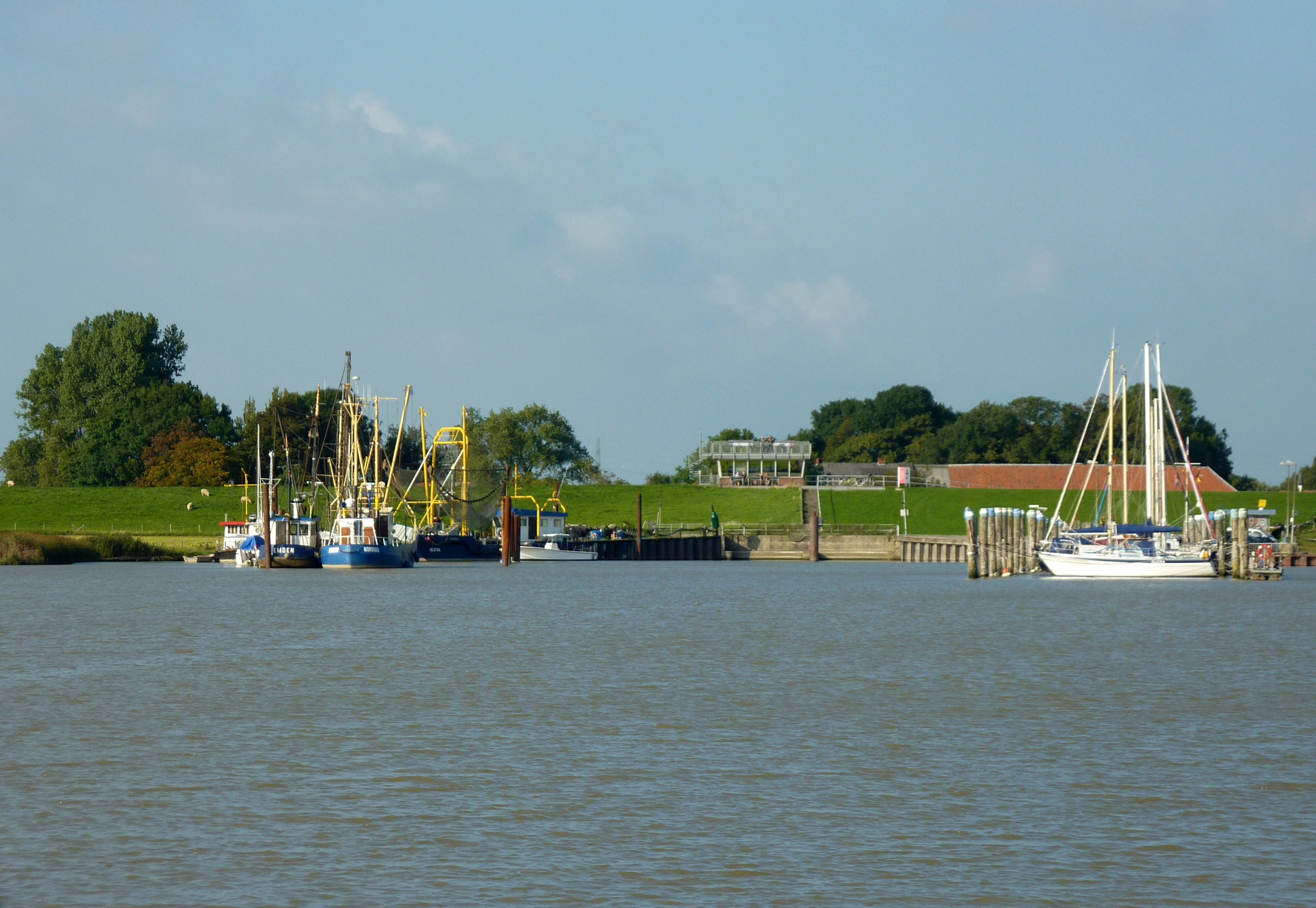
Die Hafeneinfahrt von der Ems aus gesehen

Weiter nördlich in der Petkumer Gemarkung und in etwa parallel zum Ems-Seitenkanal fließt das Fehntjer Tief. Es handelt sich auf diesem Abschnitt um eine im 17. Jahrhundert angelegte, künstliche Erweiterung der Flumm, eines natürlichen Flüsschens in der Gemeinde Großefehn. Nach Anlegung des Westgroßefehns durch Emder Bürger im Jahre 1633 wurde die Flumm, die bis dahin in Richtung Oldersum floss, durch einen Kanal ergänzt, der sie direkt mit Emden verband. Von einer Stelle wenige Kilometer nördlich von Oldersum (beim Hof Monnikeborgum) wurde das Tief durch Ausheben künstlich in Richtung Westen, also Emden, verlängert. Dies geschah, um den Abtransport des Torfs aus den Fehnen nach Emden zu verbessern. Zwischen Petkum und Herrentor hieß das neu gegrabene Tief zunächst Sägemüllers Tief und zwischen Petkum und Oldersum Grove (von graben), später dann im Zuge einer Vereinheitlichung des Gewässernamens einfach Fehntjer Tief.
Die Petkumer Gemarkung gehört, wie alle Emder Vororte östlich des Hafens an der Ems, dem Entwässerungsverband Oldersum an.

## Schutzgebiete
In der Petkumer Gemarkung befinden sich die beiden einzigen Naturschutzgebiete der Stadt Emden. Zur Ems hin, welche über eine Muhde zu erreichen ist, dehnen sich Salzwiesen aus, welche einer Vielzahl von heimischen Wasservögeln Brutplätze sichern. Hier befindet sich das Naturschutzgebiet Petkumer Deichvorland. Es ist 200 Hektar groß, wovon 195 auf Emder Stadtgebiet entfallen, und steht seit 1994 unter Naturschutz. Das Deichvorland ist Teil des EU-Vogelschutzgebietes „Emsmarsch von Leer bis Emden“. Seit 1975 steht das Bansmeer unter Naturschutz, ein 0,24 km² großer See mit Schilfufern.

## Geschichte

### Ortsname
Zur Namensherkunft existieren zwei verschiedene Herleitungen: Zum einen könnte Petkum, im 10. Jahrhundert als Pettinghem erwähnt, aus Patjingas Hem (Heim der Leute des Patjo) herrühren, oder aber aus dem zu Pado verschärften Rufnamen Bado, also Bados Heim. Die Endung -um bedeutet Heim, wie bei vielen anderen ostfriesischen Orten auch.

### Bis zum 20. Jahrhundert
Zur Zeit der Ostfriesischen Häuptlinge war Petkum ein Häuptlingssitz mit einer der für Ostfriesland typischen Burgen, worunter zumeist befestigte, mehrstöckige Steinhäuser wie dasjenige in Bunderhee zu verstehen sind.
Als die Fehden der ostfriesischen Häuptlinge untereinander beendet waren und sich die Familie Cirksena gegen ihre Konkurrenten durchgesetzt hatte, wurde Ulrich Cirksena 1464 in den Reichsgrafenstand erhoben. Nachdem ihm am 26. April 1465 die Familie des Snelger Houwerda als Häuptlinge von Uphusen und Wolthusen sowie dessen Verwandte, die Häuptlinge von Oldersum, gehuldigt hatten, folgten am 10. Mai jenes Jahres auch weitere Häuptlinge aus der Umgebung von Emden, darunter auch der Häuptling von Petkum. Der Ort behielt zur Zeit der ostfriesischen Grafen den Status einer Herrschaft (Herrlichkeit) und war damit in gewissem Umfang unabhängig von den Landesherren. Von Kaiser Friedrich III. erhielt die Häuptlingsfamilie Ripperda 1474 das Reichsfreiherrendiplom.

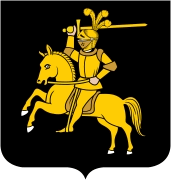
Stammwappen der Reichsfreiherren von Ripperda

Nach der Emder Revolution (1595) ging die Stadt Emden daran, ihr östliches Einzugs- und Zugangsgebiet durch den Erwerb von Herrlichkeiten zu sichern. Nacheinander erwarb sie von den (teils verarmten) Besitzern 1597 die Herrlichkeiten Wolthusen und Uphusen sowie in den Jahren 1629 bis 1631 die Herrlichkeiten Groß- und Klein-Borssum, Jarßum, Widdelswehr und schließlich Oldersum mitsamt der umliegenden Ortschaften Gandersum, Rorichum und Tergast. Hintergrund dieser Käufe war, dass die Emder Stadtväter befürchteten, die ostfriesischen Grafen könnten sich jener Herrlichkeiten bemächtigen, um der Stadt die wichtigen östlichen Land- und Wasserwege sperren könnten. Petkum blieb als einzige der Herrlichkeiten am Emsufer östlich von Emden selbstständig und blieb bis zur Mitte des 18. Jahrhunderts im Besitz der Familie Ripperda.
Da im deutlich calvinistisch geprägten Emden die Gottesdienste von lutherischen Gläubigen innerhalb der Stadtmauern verboten waren, benötigten die Lutheraner der Stadt einen Ausweichstandort für ihre Gottesdienste und fanden ihn in Petkum, wo sich unter den Ripperda das lutherische Bekenntnis in der ansonsten stark reformiert geprägten Region beiderseits der Unterems durchgesetzt hatte. Die Fahrten zu den Gottesdiensten über mehrere Kilometer Marschland waren besonders im Winter und besonders für ältere Personen beschwerlich, oft sogar unmöglich. Es dauerte bis zum 18. Mai 1685, dass die reformierten Stadtoberen Emdens ein Indult unterzeichneten, in dem den Lutheranern der Stadt die Ausübung ihres Gottesdienstes und der Bau einer Kirche genehmigt wurde – allerdings unter weiterhin strengen Auflagen. So hatte das Gotteshaus außerhalb der Altstadt zu entstehen (fündig würden die Lutheraner in der Mühlenstraße in Klein-Faldern und bauten ein Haus um, so dass es von außen als Kirche nicht zu erkennen war), und die Zahl der Abendmahlsgottesdienste war auf vier pro Jahr beschränkt, einschließlich eines Bußgottesdienstes am jeweiligen Abend zuvor. Die erste Predigt für die 300 Gemeindeglieder hielt am Reformationstag 1685 der Auricher Pastor Caspar Schepler, am folgenden Tag beim Abendmahl unterstützt vom Petkumer Pastoren Inno Reershemius.
Bolo von Ripperda war 1675 Präsident der Ostfriesischen Landschaft und wurde anschließend Bevollmächtigter der Ostfriesischen Landstände und der Fürstin von Ostfriesland am kaiserlichen Hof in Wien. Kaiser Leopold I. bestätigte am 3. September 1676 das Reichsfreiherrendiplom für Bolo IV. und das ganze Geschlecht von Ripperda. Bolo IV. wurde es gestattet, das Wappen von Petkum mit seinem Familienwappen zu verbinden. Das Wappen der Ripperda verwendete die Gemeinde Petkum bis zu ihrer Eingemeindung nach Emden 1972.

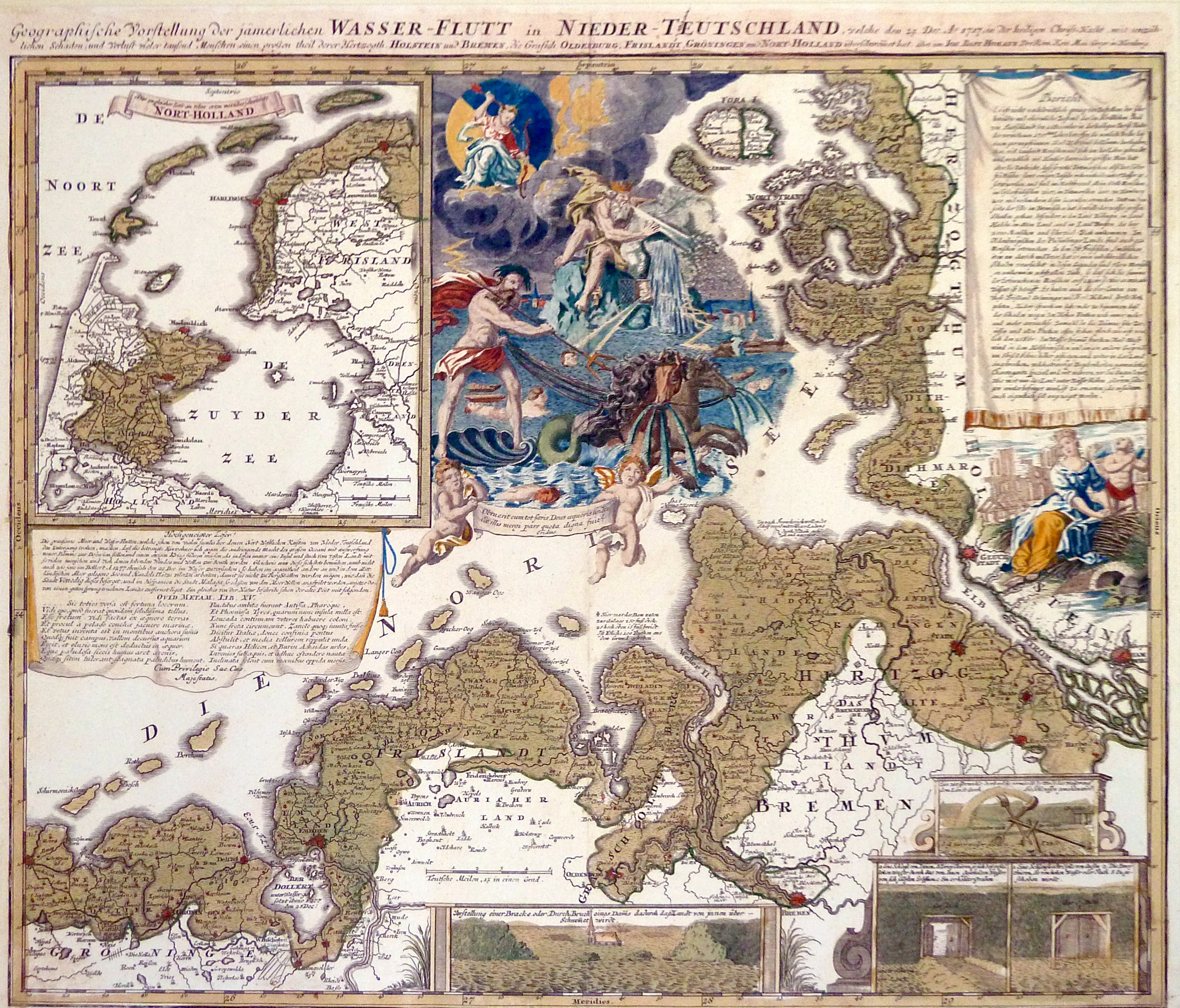
Kolorierte Kupferstichkarte von Homann, Nürnberg, um 1718 zur Weihnachtsflut 1717

Von der Weihnachtsflut 1717 war Petkum aufgrund seiner Lage an der Unterems zwar deutlich weniger betroffen als die nördlichen Küstenabschnitte der ostfriesischen Halbinsel. Jedoch kamen auch in der Herrlichkeit nach einer zeitgenössischen Übersicht des Predikanten Jacobus Isebrandi Harkenroth 14 Menschen ums Leben. 60 Rinder ertranken und fünf Häuser wurden völlig zerstört.
Mit Ostfriesland kam die Herrlichkeit Petkum im Jahr 1744 zu Preußen. Aus preußischen Statistiken der Jahre 1805/06 geht hervor, dass es in jenen Jahren in der Herrlichkeit 17 Bewohner ganzer Plätze und je einen Bewohner eines halben und eines viertel Platzes, also kleinerer Höfe, gab. Hinzu kamen 53 Warfsleute, Kötter und Hausleute. Neben dem Besitzer eines adligen Gutes gab es seinen Verwalter, einen Prediger und dessen Küster. Die Einwohnerzahl der Herrlichkeit betrug 405. Zur Landwirtschaft und Fischerei (mit zwei Fischern) kam ein diversifiziertes Gewerbeleben hinzu. So gab es im Handwerk fünf Müller, vier Schuster, drei Zimmerleute, jeweils zwei Schmiede, Leinenweber, Schneider, Bäcker und Branntweinbrenner. Des Weiteren gab es jeweils einen Kalkbrenner, Ziegelstreicher, Böttcher und Brauer. Im Handel waren zwei Krämer, ein Schiffer und fünf Personen im Gastgewerbe tätig. Für die medizinische Versorgung war eine Hebamme zuständig. 37 Personen verdienten zudem ihren Lebensunterhalt als Tagelöhner. In der Herrlichkeit befanden sich eine Mühle, zwei Branntweinbrennereien, vier Leinewebermanufakturen und eine Ziegelei. In der Landwirtschaft waren 296 Stück Rindvieh zu verzeichnen (darunter zehn Ochsen und 61 Stück Jungvieh), 151 Schafe, 83 Schweine und 91 Pferde. Im Ackerbau konzentrierten sich die Landwirte auf Hafer und vor allem Raps, bauten in geringerem Umfang aber auch Weizen, Roggen, Gerste, Kartoffeln, Erbsen und Bohnen an.
Während der Hannoverschen Zeit Ostfrieslands (1815–1866) war die Herrlichkeit Petkum dem Amt Emden angegliedert, da Petkum kein eigenes Patrimonialgericht besaß.
Die Bahnstrecke Rheine–Norddeich Mole als Teil der Hannoverschen Westbahn wurde in diesem Abschnitt in den 1850er-Jahren gebaut. Petkum erhielt jedoch keinen eigenen Bahnhof, stattdessen wurde im nahe gelegenen Widdelswehr ein Bahnhof eröffnet, der bis ins 20. Jahrhundert erhalten blieb.

### 20. Jahrhundert
In den Jahren der Weimarer Republik wählten die Petkumer zwar zunächst mit relativen Mehrheiten die Sozialdemokraten, in den Spätjahren war allerdings – wie überall in Ostfriesland – ein starker Ruck nach rechts zu verzeichnen. So erhielten bei der Wahl zur Deutschen Nationalversammlung die Sozialdemokraten 43,8 Prozent, die national-konservative DNVP 18,7 Prozent, die nationalliberale DVP mit 16,7 Prozent und die links von der SPD stehende USPD 15,4 Prozent. Bei der Reichstagswahl im Mai 1924 ergab sich eine Stärkung des rechten Parteienspektrums – die NSDAP erhielt aus dem Stand 9,5 Prozent der Wählerstimmen. Die Reichstagswahl 1928 sah in Petkum die SPD mit 40,6 Prozent erneut vorn, gefolgt von der DNVP mit 22,5 und dem Landvolk mit 14,6 Prozent. Rang vier nahm die KPD mit 12,1 Prozent ein. SPD und auch KPD hatten besonderen Rückhalt in den Hafenbetrieben Emdens, von wo aus viele Petkumer zur Arbeit pendelten. Bei der Reichstagswahl im Juli 1932 wurden die Nationalsozialisten auch in Petkum stärkste Kraft vor der SPD. Die Nationalsozialisten vereinigten 45,5 Prozent der Stimmen auf sich, die SPD fiel auf 30,8 Prozent ab. Die Kommunisten erzielten 12,9 und die DNVP 8,2 Prozent. Da von diesen vier Parteien lediglich die SPD die Republik befürwortete und die anderen drei Parteien sie von rechts (NSDAP, DNVP) oder links (KPD) bekämpften, bedeutet dies, dass zwei von drei Wählern in Petkum bei jener Wahl Parteien wählten, die die Abschaffung der Weimarer Republik befürworteten. Bei der nur noch eingeschränkt als frei zu bezeichnenden Reichstagswahl im März 1933 erzielten die Nationalsozialisten 44,5 und die Sozialdemokraten 30,3 Prozent. Die DNVP wurde bei jener Wahl mit 13 Prozent drittstärkste Kraft, die Kommunisten lagen mit 10,4 Prozent auf Rang vier.
Im Zuge der Auflösung des Landkreises Emden 1932 kam Petkum zusammen mit den westlich gelegenen Dörfern Widdelswehr und Jarßum sowie den östlichen Nachbardörfern um Oldersum an den Landkreis Leer.
Während des Zweiten Weltkriegs war nicht nur die Kernstadt Emdens ein Ziel im Luftkrieg. Da sich in den Dörfern rund um Emden mehrere Flak-Stellungen befanden, waren diese ebenfalls Ziel von Luftangriffen. Auch in Petkum gab es eine solche Batterie. Der Ort wurde mehrfach während des Krieges von feindlichen Flugzeugen beschossen. Am 12. Januar 1941 gab es einen Angriff mit zwei Spreng- und hunderten von Brandbomben, die jedoch auf unbewohntes Gelände fielen und daher nur kleineren Flurschaden anrichteten. Am 10. Februar fielen drei Spreng- und viele Brandbomben, wobei es lediglich zu kleinen Gebäudeschäden kam. Zwei weitere Angriffe erfolgten Anfang Mai 1945, die zu leichteren Gebäudeschäden und solchen an den Telefonleitungen führten. In den letzten Kriegstagen wurde aus Petkum noch ein Frontort, da die kanadischen und polnischen Truppen, die auf Ostfriesland vorstießen, das Rheiderland erobert hatten. Die Kriegsmarine evakuierte Soldaten über die Ems und nutzten dazu auch die Zollschiffe Dollart und Fletum. Sie wurden von feindlicher Artillerie beschossen und sanken in der Muhde des Petkumer Hafens. Die Besatzung wurde jedoch gerettet. Auf der Brücke über die Bundesstraße (damals: Reichsstraße) wurde im Mai 1945 Emden kampflos an kanadische Truppen übergeben.
Nach dem Zweiten Weltkrieg nahm Petkum im ostfrieslandweiten Vergleich nur unterdurchschnittlich viele Ostvertriebene auf, obschon Ostfriesland selbst deutlich unter dem niedersächsischen Landesdurchschnitt lag. 1946 waren es 104 Vertriebene, was einem Anteil von 11,4 Prozent entsprach, bis 1950 stieg der Anteil auf 12,7 Prozent oder 123 Personen. Erklärbar wird dies dadurch, dass Petkum wie das gesamte Umland Emdens bereits eine größere Zahl von ausgebombten Emder Familien aufgenommen hatte.
Petkum wurde bei der Niedersächsischen Gemeindereform, die am 1. Juli 1972 in Kraft trat, zusammen mit Widdelswehr aus dem Landkreis Leer ausgegliedert und in die Stadt Emden eingemeindet. Bei der Eingemeindung 1972 hatte Petkum 1008 Einwohner. Um die örtlichen Belange zu sichern, erhielt Petkum einen Ortsrat und einen Ortsvorsteher. Das Gremium und das Amt sind aber inzwischen aus Kostengründen von der Stadt Emden aufgelöst worden.
Durch die Eingemeindung Petkums und der anderen noch zum Teil ländlich geprägten Vororte wuchs nicht nur der Anteil der Landwirtschaftsflächen am Stadtgebiet, sondern auch die Zahl der landwirtschaftlichen Betriebe Emdens sprunghaft an. Zudem waren nach der Kommunalwahl 1972 erstmals seit langer Zeit wieder drei Landwirte im Stadtrat vertreten.

## Politik
Wie ganz Ostfriesland – und Emden im Besonderen – ist Petkum seit Jahrzehnten eine Hochburg der SPD. Bereits bei der Bundestagswahl 1949 ergab sich eine relative Mehrheit für die SPD. Sie holte damals mehr als 30 Prozent der Stimmen, während die CDU unter 20 Prozent blieb. Bei der Bundestagswahl 1953 holten die Sozialdemokraten erneut die relative Mehrheit, bei der Bundestagswahl 1969 dann die absolute. Die „Willy-Brandt-Wahl“ 1972 brachte den Sozialdemokraten Rekordergebnisse in Ostfriesland, was auch auf Petkum zutraf: Die SPD lag bei mehr als 60 Prozent der abgegebenen gültigen Stimmen, während die CDU weniger als 40 Prozent holte.
Der erste Ortsrat nach der Eingemeindung umfasste elf Mitglieder, von denen sechs der SPD und fünf der lokalen Wählergemeinschaft angehörten. Erster Ortsvorsteher wurde Hinrich Schoon (SPD.) Nach der darauffolgenden Kommunalwahl 1976 ergab sich eine Änderung, die Kommunale Wählergemeinschaft stellte nun die Mehrheit, Ortsvorsteher wurde Take Hülsebus, der sich später der CDU anschloss.

## Religion

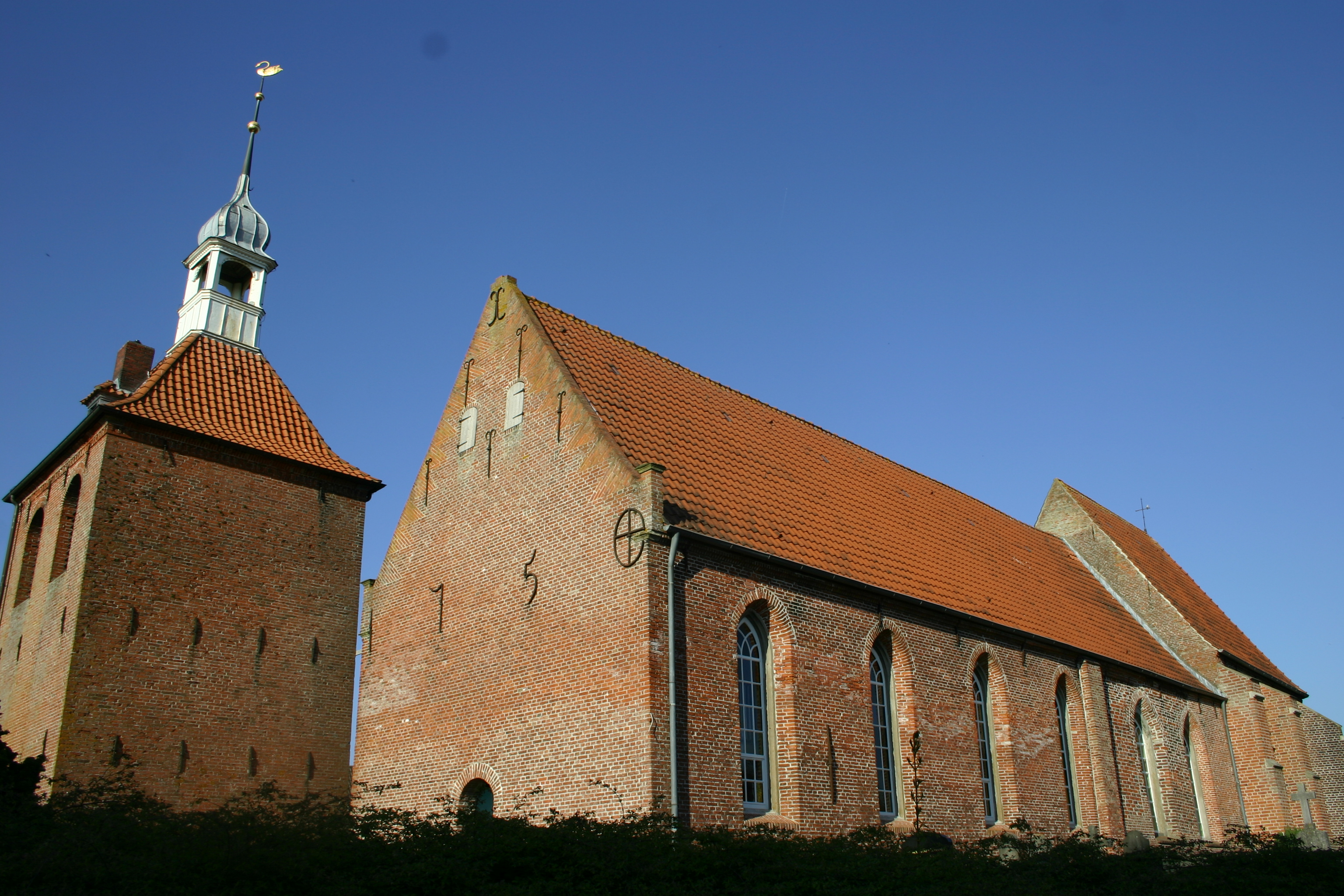
St. Antonius-Kirche (luth.)

Die evangelisch-lutherische Kirche stammt aus dem 13. Jahrhundert und birgt noch viele Elemente aus vorreformatorischer Zeit. Ihr spätgotischer Chorraum besteht aus einem Polygon, aus dem sogenannte Rippen nach oben hin ein mit quadratischen Feldern bestücktes Gewölbe erschaffen. Noch heute besitzt die Gemeinde das sog. Patronatsrecht (Kirchenpatronat), welches aber nicht ausgeführt wird.
45,2 Prozent der Einwohner (481) gehören der Lutherischen Kirche an. Evangelisch-reformiert sind 265 Personen oder 24,9 Prozent. Damit sind in Petkum überdurchschnittlich viele Menschen lutherischen Glaubens, in der Stadt bilden die Lutheraner nur knapp die Mehrheit vor den Reformierten (15.666 zu 14.767). Der katholischen Kirche gehören 63 Einwohner an (5,2 Prozent). Die restlichen 256 Einwohner (24 Prozent) sind entweder konfessionslos oder gehören einer anderen Glaubensrichtung an.

## Sehenswürdigkeiten
Das Alte Siel von 1857/58 samt dem dazugehörigen Sielhaus, einem landwirtschaftlichen Gebäude, steht unter Denkmalschutz. Ebenfalls denkmalgeschützt ist die Kirche.

## Wirtschaft und Infrastruktur
Die Hauptstraße durch Petkum ist die Landesstraße 2 von Neermoor über Emden und Rysum nach Pewsum. Bei dem Abschnitt zwischen Neermoor und der Emder Innenstadt, also auch dem Borssumer, handelt es sich um die ehemalige Bundesstraße 70, die nach dem Bau der Bundesautobahn 31 entwidmet und zur Landesstraße herabgestuft wurde. Sie ist zweispurig ausgebaut und im Ortskern mit einem Tempolimit von 30 Kilometern pro Stunde versehen.
Von Petkum verkehrt die Fähre Ditzum–Petkum in das am anderen Emsufer gelegene Dorf Ditzum in der Gemeinde Jemgum im Rheiderland. Diese Fähre war früher für den Pendlerverkehr von einiger Bedeutung, inzwischen liegt die Zahl der Berufspendler jedoch nur noch im niedrigen zweistelligen Bereich. Eine touristische Nutzung (Dollard Route) herrscht vor. Petkum verfügt über ein Siel zur Entwässerung in die Ems und liegt zudem am Ems-Seitenkanal. Dort gibt es auch einen kleinen Bootshafen.
Die Petkumer Gemarkung nördlich des Ems-Seitenkanals besteht ausschließlich aus Landwirtschaftsflächen, die in erster Linie als Weiden genutzt werden.
Der öffentliche Nahverkehr wird durch die Linie 16 des städtischen Tochterunternehmens Stadtverkehr Emden sichergestellt. Die Linie führt von Petkum über Widdelswehr, Jarßum und Hilmarsum in Richtung Borssum.
In Borssum besteht Anschluss an die Linie 6 in Richtung Zentrum/Hauptbahnhof.
Darüber hinaus verkehrt eine Linie der Bahn-Tochtergesellschaft Weser-Ems-Bus vom Emder Hauptbahnhof über Petkum, Oldersum und Neermoor nach Leer.

## Bildung
Die Petkumer Kinder werden in der Grundschule Petkum/Widdelswehr beschult, weiterführende Schulen befinden sich in Borssum (Oberschule) sowie im Stadtzentrum Emdens (Johannes-Althusius-Gymnasium und Max-Windmüller-Gymnasium).

## Sport und Vereinsleben
In Petkum sind u. a. folgende Vereine ansässig:
- SV Petkum (u. a. Fußball, Trimm-Dich),
- Bürgerverein Petkum,
- Männergesangsverein "Windsbraut",
- TTV Widdelswehr (Tischtennis),
- Wassersportverein Petkum